# Ståndortsindex
Ståndortsindex (förkortning SI) avser den högsta höjd som träden i ett skogsbestånd kan uppnå vid en definierad referensålder. Teorin bakom indexet förutsätter en ideal höjdutveckling.
Referensåldern är 100 års total ålder  (H100) för de flesta trädslag, men 50 års brösthöjdsålder (H50) för björk och contortatall. Ett H100 ståndortsindex för gran kan exempelvis vara G28. Detta betyder att granarna idealt sett efter 100 år har en övre höjd om 28 meter. Eftersom systemet med ståndortsindex bygger på teoretiska ideala bestånd, förutsätts man använda index för det dominerande bonitetsvisande trädslaget, som i praktiken omfattar >50 % av grundytan. Det ideala beståndet antas inte drabbas av skador och skötas optimalt.

## Hjälpmedel för att fastställa SI
Beroende på i vad mån det bestånd som skall mätas avviker från den ideala utvecklingen, finns tre olika hjälpmedel att fastställa ståndortsindex:
- Höjdutvecklingskurvor: Vissa bestånd är i så gott skick att de befinner sig nära idealbeståndet. Då kan man bestämma övre höjd och ålder och sedan "passa in" detta i höjdutvecklingskurvorna.
- Interceptmetoden: Denna används för unga bestånd och bygger på att man räknar årsskott (grenvarv).
- Ståndortsegenskaper: På en stor del av Sveriges skogsmark svarar det befintliga virkesförrådet inte alls mot markens bördighet. Skogen kan vara olikåldrig, skadad eller huggen uppifrån. Här måste man samla in data om markvegetation, jordmån, klimat, hydrologi m m, vilka sedan kan omsättas till ett användbart men mindre noggrant ståndortsindex.